# Gatimaan Express
O Gatimaan Express 12049/12050 é o primeiro trem de semi-alta velocidade da Índia que circula entre Delhi e Jhansi. O trem demora 4 horas e 25 minutos para cobrir os 403 quilômetros que separam as estações  de Hazrat Nizamuddin e Virangana Lakshmibai Jhansi Junction, tendo  uma velocidade média de 91 km/h .
A velocidade operacional máxima do Gatimaan Express é de até 160 km/h entre a estação ferroviária de Tughlakabad e Agra Cantt, o que o torna o serviço de trem regular mais rápido da Índia.

## História
Em outubro de 2014, a Indian Railways solicitou um certificado de segurança da Comissão de Segurança Ferroviária para iniciar o serviço. Em junho de 2015, o trem foi anunciado oficialmente. A primeira viagem de passageiros ocorreu em 5 de abril de 2016, com sua viagem inaugural entre Nizamuddin e Agra Cantt durando 100 minutos. Devido à baixa ocupação do trem, a Indian Railways primeiro estendeu o trem de Agra para Gwalior em 19 de fevereiro de 2018 e depois para a junção Virangana Lakshmibai em 1 de abril de 2018.

## Locomotiva
O Gatimaan Express é regularmente transportado por locomotivas elétricas WAP 5 do Ghaziabad Loco Shed. 

## Velocidade
A velocidade máxima do trem é de 120 km/h entre H. Nizamuddin e Tughlakabad, 160 km/h entre Tughlakabad e Agra Cant e 130 km/h entre Agra Cant e Virangna Lakshmibai. Existem planos para aumentar a velocidade operacional para 160 km/h além de Agra Cant. 